# The Spirit of Ukko
The Spirit of Ukko – pierwszy studyjny album fińskiej grupy Kiuas. Płyta została wydana 4 maja 2005 roku.

## Lista  utworów
| 1. | The Spirit of Ukko                        | 5:52  |
|    |                                           |       |
| 2. | On Winds of Death We Ride                 | 4:20  |
|    |                                           |       |
| 3. | No More Sleep for Me                      | 4:06  |
|    |                                           |       |
| 4. | Warrior Soul                              | 5:48  |
|    |                                           |       |
| 5. | Until We Reach the Shore                  | 4:27  |
|    |                                           |       |
| 6. | Across the Snows                          | 5:59  |
|    |                                           |       |
| 7. | Thorns of a Black Rose                    | 4:49  |
|    |                                           |       |
| 8. | And the North Star Cried                  | 6:59  |
|    |                                           |       |
| 9. | Winter in June (bonus w edycji japońskiej | 4:24  |
|    |                                           |       |
|    |                                           | 46:44 |
|    |                                           |       |

## Muzycy
- Ilja Jalkanen – śpiew
- Mikko Salovaara – gitary
- Markku Näreneva – perkusja
- Atte Tanskanen – gitary
- Teemu Tuominen – gitara basowa